# Damnation (polská hudební skupina)
Damnation (v českém překladu z angličtiny zatracení) je polská death metalová kapela založená v roce 1991 ve městě Sopoty.
První demo Everlasting Sickness vyšlo roku 1993. Debutové studiové album s názvem Reborn... bylo vydáno v roce 1995.

## Diskografie
Dema
- Everlasting Sickness (1993)
- Forbidden Spaces (1994)
- Promo 1998 (1998)

Studiová alba
- Reborn... (1995)
- Rebel Souls (1996)
- Resist (2000)

EP
- Coronation (1997)

Kompilační alba
- Demonstration of Evil (2003)
- Resurrection of Azarath (2003)
- DEMO(n)S (2015)